# Gare de Nova Gorica
La gare de Nova Gorica est une gare ferroviaire sur la ligne transalpine (la Transalpina (ferroviaire) (en)) entre la Slovénie et l'Italie (Trieste). Elle dessert la ville slovénienne de Nova Gorica.